# Metión
En la mitología griega, Metión (en griego antiguo: Μητίων, genitivo: Μητίονος) fue el hijo del rey Erecteo de Atenas. Su madre era Praxítea, hija de Frásimo y Diogenía, hija del Cefiso. Sus hermanos eran Cécrope y Pandoro, y sus hermanas  Procris, Creúsa, Ctonia y Oritía. Se dice que Cécrope, el primogénito de Erecteo y hermano de Metión, fue expulsado por los Metiónidas («hijos de Metión») tras una sedición, aunque no se describen individualmente sus identidades.
Se dice que Dédalo, que era un excelente arquitecto y el primer escultor, era hijo de Alcipe y Eupálamo, el hijo de Metión. O bien Dédalo era hijo de Metión, nieto de Eupálamo y biznieto de Erecteo. Incluso en otras fuentes se dice que Sición, el héroe epónimo, pudiera ser hijo de Metión.